# NGC 237
NGC 237 este o galaxie spirală situată în constelația Balena. A fost descoperită în 27 septembrie 1867 de către Truman Henry Safford. De asemenea, a fost observată încă o dată în 21 noiembrie 1886 de către Lewis Swift și încă o dată de către Herbert Howe.